# 영국-네팔 전쟁

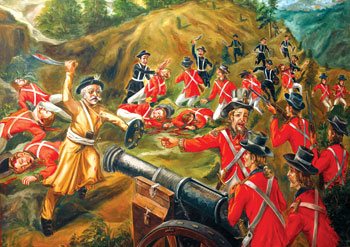

영국-네팔 전쟁은 네팔 왕국(오늘날의 네팔)의 고르칼리군과 영국 동인도 회사의 영국군 간에 벌어진 전쟁이다. 양측은 인도 아대륙 북부의 산맥에 대한 야망찬 확장 계획이 있었다. 이 전쟁은 서력기원 1816년 수가울리 조약의 서명으로 끝이 났으며 일부 네팔인이 관할하던 토지가 영국 동인도 회사로 이양되었다.

## 같이 보기
- 구르카
- 네팔의 역사
- 네팔 왕국
- 청-네팔 전쟁
- 영국 동인도 회사
- 회사령 인도
- 아와드
- 워런 헤이스팅스